# Камачо, Нестор
Не́стор Кама́чо (исп. Néstor Abrahan Camacho Ledesma; родился 15 октября 1987 года в Вилья-Флориде, департамент Мисьонес) — парагвайский футболист, играющий на позициях полузащитника и нападающего в клубе «Олимпия» (Асунсьон). В составе трёх разных клубов является 11-кратным чемпионом Парагвая.

## Биография
Нестор Камачо — воспитанник асунсьонского клуба «Либертад». За основной состав дебютировал в 2007 году, проведя в первом своём чемпионате пять игр. В 2009 году был отдан в аренду в «Рубио Нью». В 2011 году, также на правах аренды, играл за рубежом в аргентинском «Ньюэллс Олд Бойз». Всего в первый период пребывания в «Либертаде» Нестор Камачо в 61 матче чемпионата Парагвая забил за команду пять мячей. В 2013 году, отказавшись продлевать контракт с «Либертадом», Камачо подписал соглашение на один год с колумбийским «Депортиво Кали». Заняв с «Депортиво» второе место в Клаусуре 2013 и выиграв Суперлигу Колумбии 2014, в середине 2014 года Камачо вернулся в «Либертад».
Во время своего второго пребывания в «Либертаде» помог «чёрно-белым» выиграть чемпионат Клаусуры 2014 — для самого футболиста это был уже пятый чемпионский титул на родине. В 2015 году Нестор Камачо попробовал свои силы в чемпионате Бразилии, где провёл вторую половину года, выступая за «Аваи». Команде не хватило всего одного очка, чтобы избежать вылета из Серии A. Вернувшись в Парагвай, Камачо присоединился к «Гуарани». В первом же сезоне он установил личный рекорд по числу забитых за год голов в национальном первенстве (18). Игрок помог своей команде впервые за шесть лет выиграть чемпионат Парагвая (Клаусуру 2016). В июне 2017 года Нестор Камачо подписал пятилетний контракт с «Олимпией». Игрок сказал, что для него это очень важное событие, поскольку вся его семья болеет за этот клуб, и он с детства мечтал сыграть за «деканов», хотя и является воспитанником «Либертада».
Вскоре Камачо стал одним из ведущих игроков «Олимпии». Он помог своей новой команде выиграть пять чемпионатов (в том числе четыре подряд — Апертуру и Клаусуру в 2018 и 2019 годах). В 2021 году потерял место в основе, и в сентябре руководство клуба заявило, что в декабре действие контракта с Камачо будет прекращено.
В 2010—2018 годах Нестор Камачо провёл девять матчей и забил один гол за сборную Парагвая. На крупных турнирах не выступал. Единственный свой гол за «альбирроху» забил в товарищеском матче против сборной Гондураса 7 сентября 2011 года, в котором Парагвай выиграл со счётом 3:0; Камачо открыл счёт в этой игре.

## Титулы и достижения
- Чемпион Парагвая (11): 2007, Апертура 2008, Клаусура 2008, Кл. 2012, Кл. 2014, Кл. 2016, Ап. 2018, Кл. 2018, Ап. 2019, Кл. 2019, Кл. 2020
- Вице-чемпион Колумбии (1): Финалисасьон 2013
- Победитель Суперлиги Колумбии (1): 2014